# 州間高速道路10号線
州間高速道路10号線（しゅうかんこうそくどうろ10ごうせん、Interstate Highway 10、略称：I-10）は、アメリカ合衆国を横断する州間高速道路である。
I-10は、最南端に位置する東西・太平洋-大西洋横断高速道路である。最西端はカリフォルニア州のサンタモニカで、最東端はフロリダ州のジャクソンビル。

## 全長
| マイル | キロメートル | 州               |  |
|        |              |                  |  |
| 242.54 | 390.33       | カリフォルニア州 |  |
| 392.33 | 631.39       | アリゾナ州       |  |
| 164.27 | 264.37       | ニューメキシコ州 |  |
| 881    | 1418         | テキサス州       |  |
| 274.42 | 441.64       | ルイジアナ州     |  |
| 77.19  | 124.23       | ミシシッピ州     |  |
| 66.31  | 106.72       | アラバマ州       |  |
| 362.26 | 583.00       | フロリダ州       |  |
|        |              |                  |  |
| 2460   | 3959         | 合計             |  |

## 主要都市

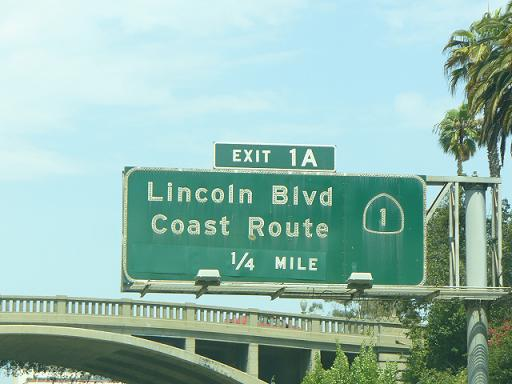
I-10の西端(サンタモニカ)

### カリフォルニア州

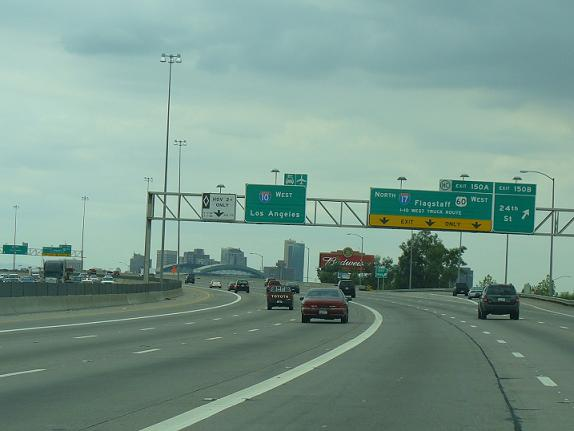
アリゾナ州フェニックス

- サンタモニカ
- ロサンゼルス
- サンバーナーディーノ
- リバーサイド
- パームスプリングス/インディオ
- ブライス

### アリゾナ州
- フェニックス
- カサグランデ
- ツーソン

### ニューメキシコ州

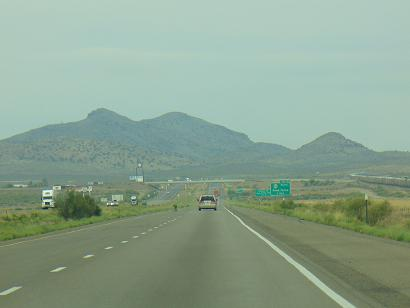
ニューメキシコ州のExit5付近

- デミング
- ラスクルーセス

### テキサス州

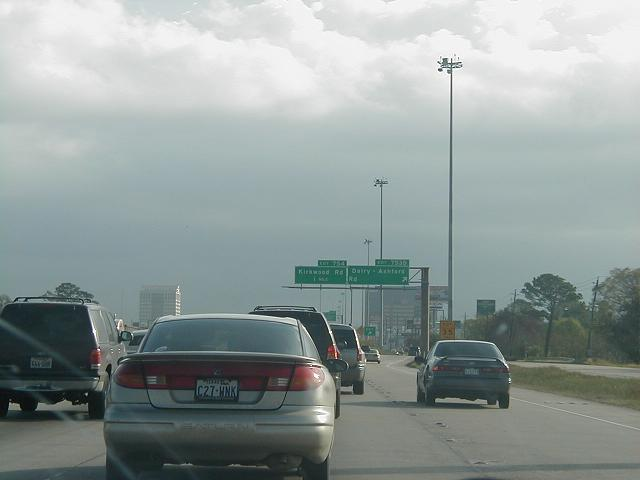
テキサス州ヒューストン

- エルパソ
- バンホーン
- フォートストックトン
- ソノラ
- サンアントニオ
- ヒューストン
- ボーモント

### ルイジアナ州
- レイクチャールズ
- ラファイエット
- バトンルージュ
- ニューオーリンズ

### ミシシッピ州

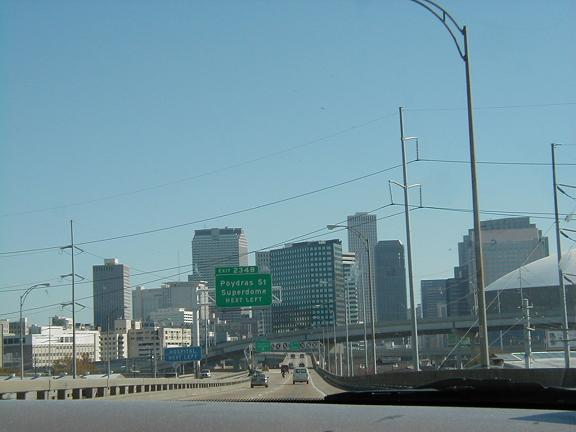
ルイジアナ州ニューオーリンズ

- ベイセントルイス
- パスカグーラ
- ガルフポート
- ビロクシ

### アラバマ州
- モービル

### フロリダ州
- ペンサコーラ
- タラハシー
- レイクシティ
- ジャクソンビル

## 代替ルート
I-310とI-510はニューオーリンズの南のバイパスである。I-610はニューオーリンズの中心部を避け、東西を通る。
バトンルージュとI-59間に位置するI-12は、I-10とI-59を結ぶ近道である。これは、I-10がI-12よりも南側に曲がる為である。
2005年8月にはハリケーン・カトリーナの襲来で、ニューオーリンズ－ポントチャートレイン間のI-10が深刻な被害を受けた。大動脈のエスカンビア・ベイブリッジ(フロリダ州ペンサコーラの東,ハリケーン・アイバンによって被害を受けた)とは違い、I-12がニューオーリンズのバイパスとしてあったため、レーク・ポンチャートレインとニューオーリンズの東からの往来が可能だった。2005年10月14日の午後3：00には、東区間の破損部分は開放された。　2006年1月6日の午前6:00には西区間の破損部分が開放された。　この区間では、西行きの制限速度は45mph(時速72km)に、東行きの制限速度は60mph(時速96km)に設定された。　特大・重量超過の車両は6車線道路が建設されるまで規制となっている。　2008/2009年には西行き、2011年には東行きの新道路が完成する。　
ミシシッピ州では、パスガゴーラ川が区間が開放され、通常に機能している。
I-610はテキサス州ヒューストンの環状道路でもある。
また、I-410はテキサス州サンアントニオの環状道路。

## 他の州間高速道路との分岐
カリフォルニア州
- 州間高速道路号405線, I-405 (ウエストロサンゼルス)
- 州間高速道路号110線, I-110 (ロサンゼルス)
- 州間高速道路号5線, I-5 (イーストロサンゼルス)
- 州間高速道路号710線, I-710 (イーストロサンゼルス)
- 州間高速道路号605線, I-605 (ボールドウィンパーク)
- 州間高速道路号15線, I-15 (オンタリオ)
- 州間高速道路号215線, I-215 (サンバーナーディーノ)

アリゾナ州
- 州間高速道路号17線, I-17 (フェニックス)
- 州間高速道路号8線, I-8 (カサグランデ)
- 州間高速道路号19線, I-19 (ツーソン)

ニューメキシコ州
- 州間高速道路号25線, I-25 (ラスクルーセス)

テキサス州
- 州間高速道路号20線, I-20 (ケント)
- 州間高速道路号35線, I-35 (サンアントニオ)
- 州間高速道路号37線, I-37 (サンアントニオ)
- 州間高速道路号45線, I-45 (ヒューストン)
- 州間高速道路号610線, I-610 (ヒューストン)

ルイジアナ州
- 州間高速道路号210線, I-210 (レイクチャールズ)
- 州間高速道路号49線, I-49 (ラファイェット)
- 州間高速道路号110線, I-110 (バトンルージュ)
- 州間高速道路号12線, I-12 (バトンルージュ)
- 州間高速道路号55線, I-55　(ラ・プレセ)
- 州間高速道路号310線, I-310 (ケナー)
- 州間高速道路号610線, I-610 (ニューオーリンズ)
- 州間高速道路号510線, I-510 (ニューオーリンズ)
- 州間高速道路号12線, I-12 (スライデル)
- 州間高速道路号59線, I-59 (スライデル)

ミシシッピ州
- 州間高速道路号110線, I-110 (ビロクシ)

アラバマ州
- 州間高速道路号65線, I-65 (アラバマ州モービル)

フロリダ州
- 州間高速道路号110線, I-110 (ペンサコーラ)
- 州間高速道路号75線, I-75 (レイクシティ)
- 州間高速道路号295線, I-295 (ジャクソンビル)
- 州間高速道路号95線, I-95 (ジャクソンビル)